# Aimone Duce
Aimone Duce (anche  Aimo Dux e Aymo Dux) (Pavia, ... – ...; fl. XV secolo) è stato un pittore italiano, documentato tra il 1417 ed il 1444,
attivo alla corte dei Savoia-Acaia. Di lui sono noti soprattutto gli affreschi presenti in due chiese del Pinerolese: la cappella di Missione a Villafranca Piemonte e la cappella di Santa Maria della Stella a Macello.

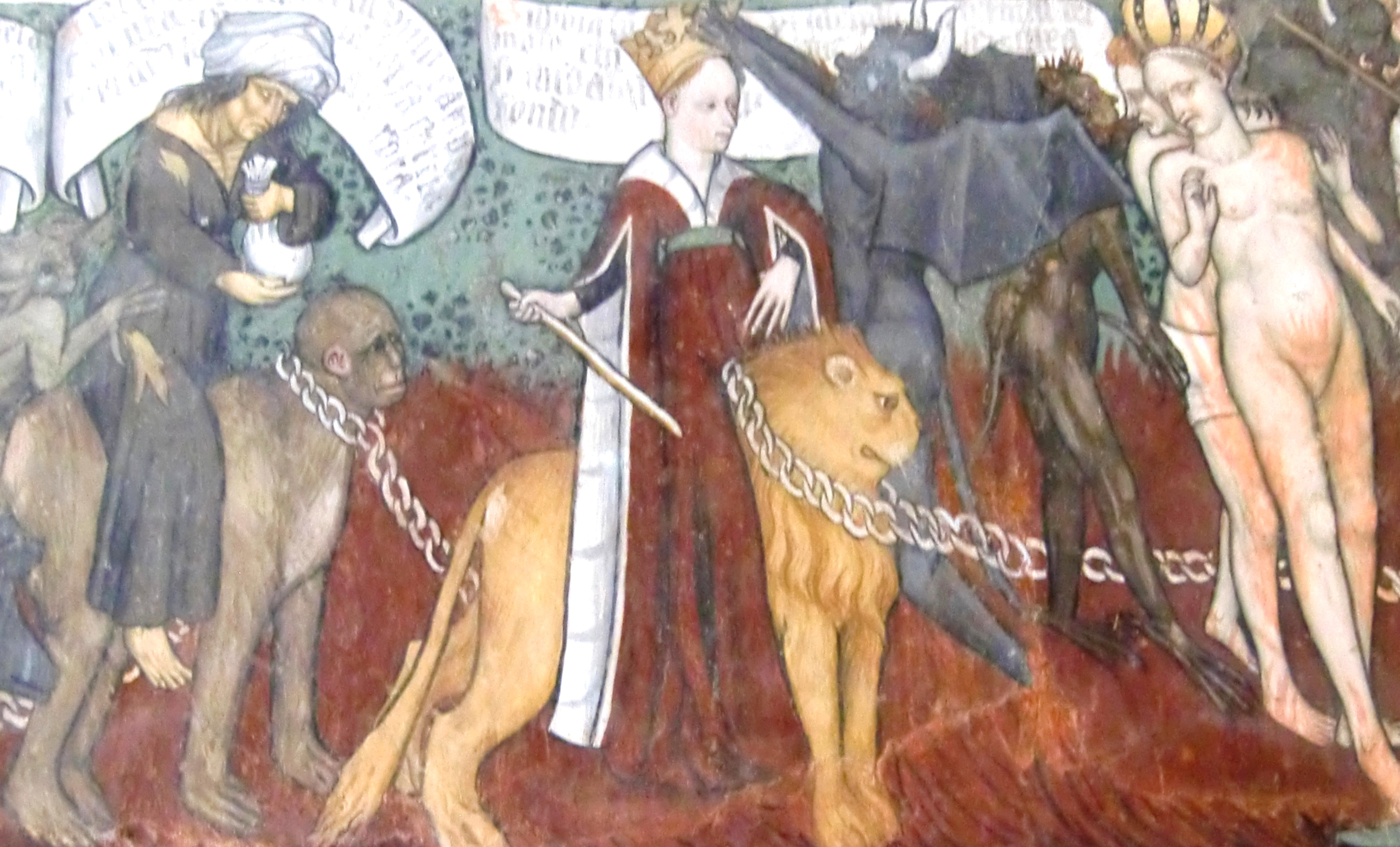
La cavalcata dei Vizi, particolare, Cappelle della Missione, Villafranca Piemonte

## Vita ed opere
Nativo di Pavia, Aimone Duce dovette formarsi in un contesto dove spiccava la presenza del pittore e miniatore Michelino da Besozzo, esponente di primo piano del gotico internazionale. Le prime notizie sulla sua attività artistica ci derivano da un documento del 1417 che attesta l'esecuzione di affreschi presso la corte di Ludovico d'Acaia, verosimilmente, nei castelli di Pinerolo e Torino oltre alla decorazione di una "cassa nova". Un secondo documento del 1417 fa menzione del pagamento per spese di viaggio e soggiorno a Milano, notizia interessante come testimonianza dei legami che Aimone dovette tenere con la pittura lombarda in modo da sviluppare in Piemonte un linguaggio diverso e per alcuni tratti alternativo a quello delle figura imperante di Giacomo Jaquerio (che pure lavorò negli stessi anni per i Savoia-Acaia). 

L'anno dopo il pittore era ad Ivrea dove eseguì su pergamena le armi dei Savoia da utilizzare nella cerimonia funebre del marchese del Monferrato. Nel 1422 era nuovamente ad Ivrea dove nel registro contabile del capitolo del duomo eporediese si evidenzia un pagamento per alcuni affreschi ivi realizzati; in questo documento si parla di lui come magister duxajmo pictor de papia habitator yporegie. Relativamente a quanto resta dei lavori effettuati nel corso della sua permanenza ad Ivrea si ipotizza l'esecuzione di un Santo guerriero emerso di recente nella cripta del duomo e del dipinto Le tre Marie al sepolcro nella Pieve di San Lorenzo a Settimo Vittone.

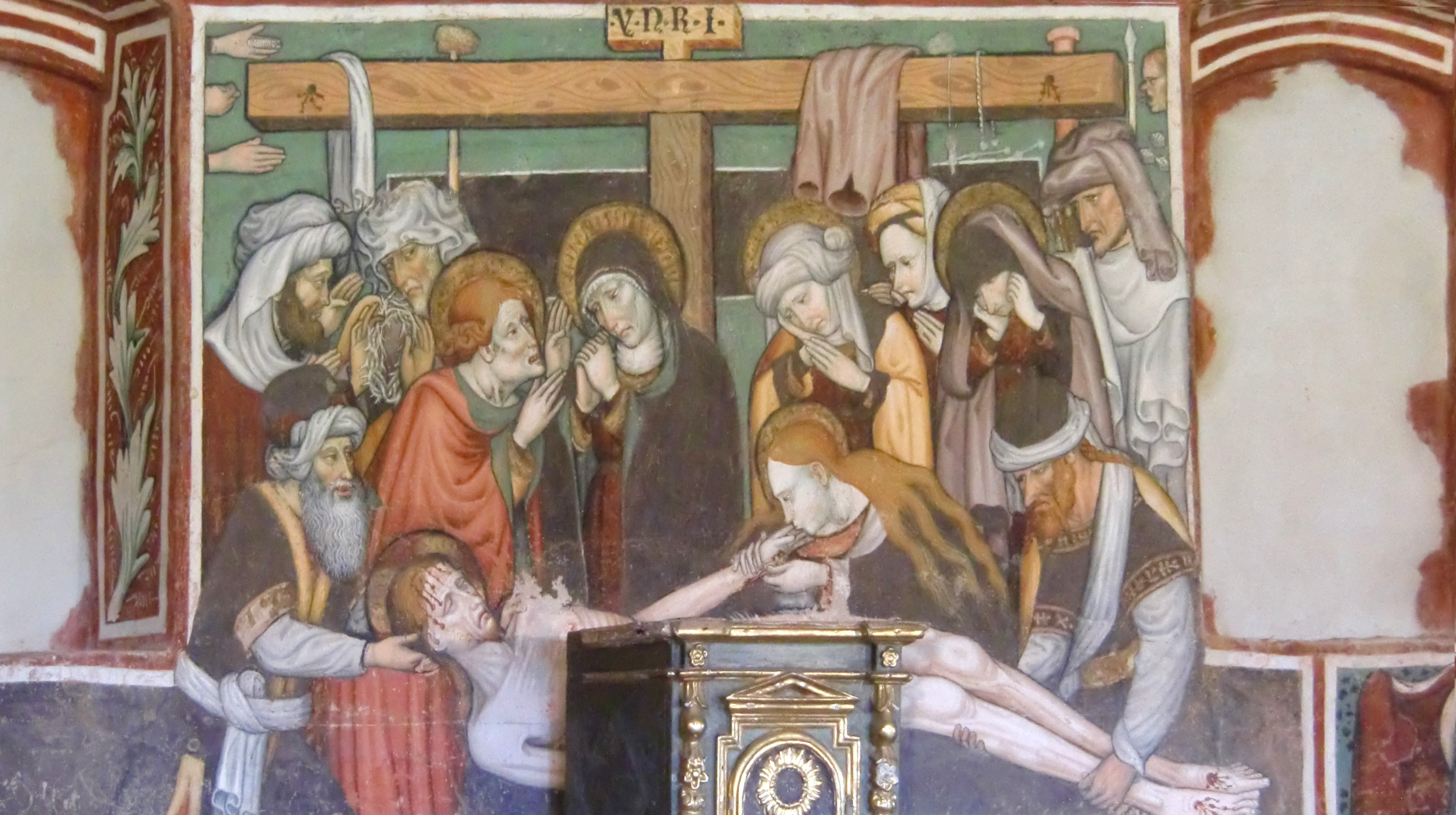
Deposizione, Cappella di Missione, Villafranca Piemonte

La conoscenza del più maturo linguaggio pittorico di Aimone Duce ci deriva soprattutto da due cappelle affrescate nel Pinerolese. Nella cappella di Missione a Villafranca Piemonte si è potuta individuare nell'Annunciazione posta nella lunetta della parete di fondo del presbiterio la firma del pittore. Si tratta dell'unica opera firmata che ci è pervenuta, essenziale per ricostruire la sua produzione artistica. Sulla stessa parete, in basso, Aimone realizzò una Deposizione di notevole qualità, affiancata da due riquadri con immagini di santi (Santa Lucia e San Maurizio) e una Madonna del Latte. Sulla parete sinistra, oltre alla raffigurazione nella fascia più in basso di una teoria di santi cari alla devozione dei duchi di Savoia Amedeo VIII e Maria di Borgogna (l'Arcangelo Michele, Sant'Andrea, San Bernardo, Sant'Antonio abate e San Costanzo) (cfr, A. Cifani, F. Monetti, C. Venegoni, M. Piccat, con la collaborazione di A. Cantamessa, La cappella di Santa Maria di Missione di Villafranca Piemonte. Un capolavoro del gotico internazionale italiano, Torino, Umberto Allemandi ed., 2014). Il pittore eseguì un'opera di grande suggestione iconografica: la raffigurazione didascalica delle Virtù teologali e, nel comparto inferiore, quella della Cavalcata dei Vizi capitali con figure allegoriche femminili poste in groppa a singolari animali, tormentate da diavoli e trascinate da una catena verso la bocca dell'inferno. Si tratta di un insieme che non ha solo valore religioso, ma rappresenta anche un'illustrazione delle teorie politiche di Amedeo VIII (cfr. ibidem). La teoria dei santi eseguita da Aimone nella fascia inferiore degli affreschi continua sulla parete destra (San Claudio vescovo di Besançon, San Sebastiano martirizzato, Santa Caterina d'Alessandria, San Valeriano, San Giovanni Battista). Per tali affreschi è stata proposta una datazione dopo il 1434 e prossima al 1440, ma non dopo il 1445 quando Aimone Duce scompare dai documenti. Nel 1440 Anna di Cipro fa costruire e dipingere una cappella nella chiesa di Santo Stefano di Villafranca Piemonte che doveva essere di livello artistico assai alto probabilmente da collegare all'esecuzione del ciclo di Missione, si deve deve notare che la datazione degli affreschi è da porsi in relazione anche al fatto che nella figura di San Maurizio, come hanno scoperto recentemente Cifani e Monetti, compare la prima rappresentazione nota della croce dei santi Maurizio e Lazzaro istituita da Amedeo VIII nel 1434. Nel loro recente volume Monetti e Cifani hanno anche presentato molti documenti inediti su Aimone Duce.

Gli affreschi di Macello occupano le pareti dell'area presbiteriale. Sulla parete di sinistra sono state assegnate ad Aimone Duce le raffigurazioni di San Marco(?), una Madonna con il Bambino proteso verso il donatore inginocchiato (nel riquadro rappresentante un ex voto compare anche lo stemma dei Solaro e un'iscrizione con la data di esecuzione, 1429, ed il nome della committente, Bene Solaro); seguono un San Francesco che riceve le stigmate; il beato Pietro di Lussemburgo, Santa Marta nel letto di morte, San Sebastiano; la Maddalena, Santa Liberata e Santa Caterina. Nella parete di fondo: San Michele arcangelo che trafigge il drago affiancato da San Giorgio e Santa Margherita, un'Adorazione dei Magi e, accanto alla capanna, nello stesso riquadro, Santo Stefano in preghiera e il miracolo di san Vincenzo Ferreri che resuscita un bambino; poi San Giovanni Battista con sant'Antonio abate. Sulla parete di destra, nella lunetta, trovano spazio due scene della vita San Vincenzo Ferreri: il Sogno premonitore (con il Santo che si congeda dalla sua attività di predicatore, con al capezzale Cristo, San Domenico e San Francesco) e la Predicazione sull'Anticristo. Pur nella loro incerta impaginazione, le scene dedicate alla vita del santo catalano Vincenzo Ferrer - famoso per i suoi fervidi sermoni apocalittici e già venerato come santo all'altezza di quegli anni - ubbidiscono ad un programma di contrasto alle eresie comunitarie che andavano diffondendosi nelle Valli Valdesi, con la loro carica antifeudale ed anticlericale. Le scene della vita di san Vincenzo Ferreri sono state identificate e studiate, con un fondamentale contribuito per la datazione della cappella da Franco Monetti e Arabella Cifani nel 1978.
Altra opera assegnabile ad Aimone Duce cronologicamente vicina a quelle delle due cappelle del Pinerolese è presente nella navata centrale della Pieve di San Pietro a Pianezza: si tratta di un affresco raffigurante San Sebastiano alla colonna trafitto dalle frecce di sei aguzzini eseguito verosimilmente come ex voto dopo la peste del 1428. 

Gli ultimi documenti che lo menzionano sono del 1441 e del 1444 e lo indicano come residente a Pinerolo.
In passato gli sono stati attribuiti in via dubitativa anche gli affreschi della sala baronale nel Castello della Manta: l'assenza di consenso tra gli studiosi sull'autore di tali affreschi ha indotto a mantenere per l'ignoto pittore il nome di comodo di Maestro del Castello della Manta.

## Galleria d'immagini

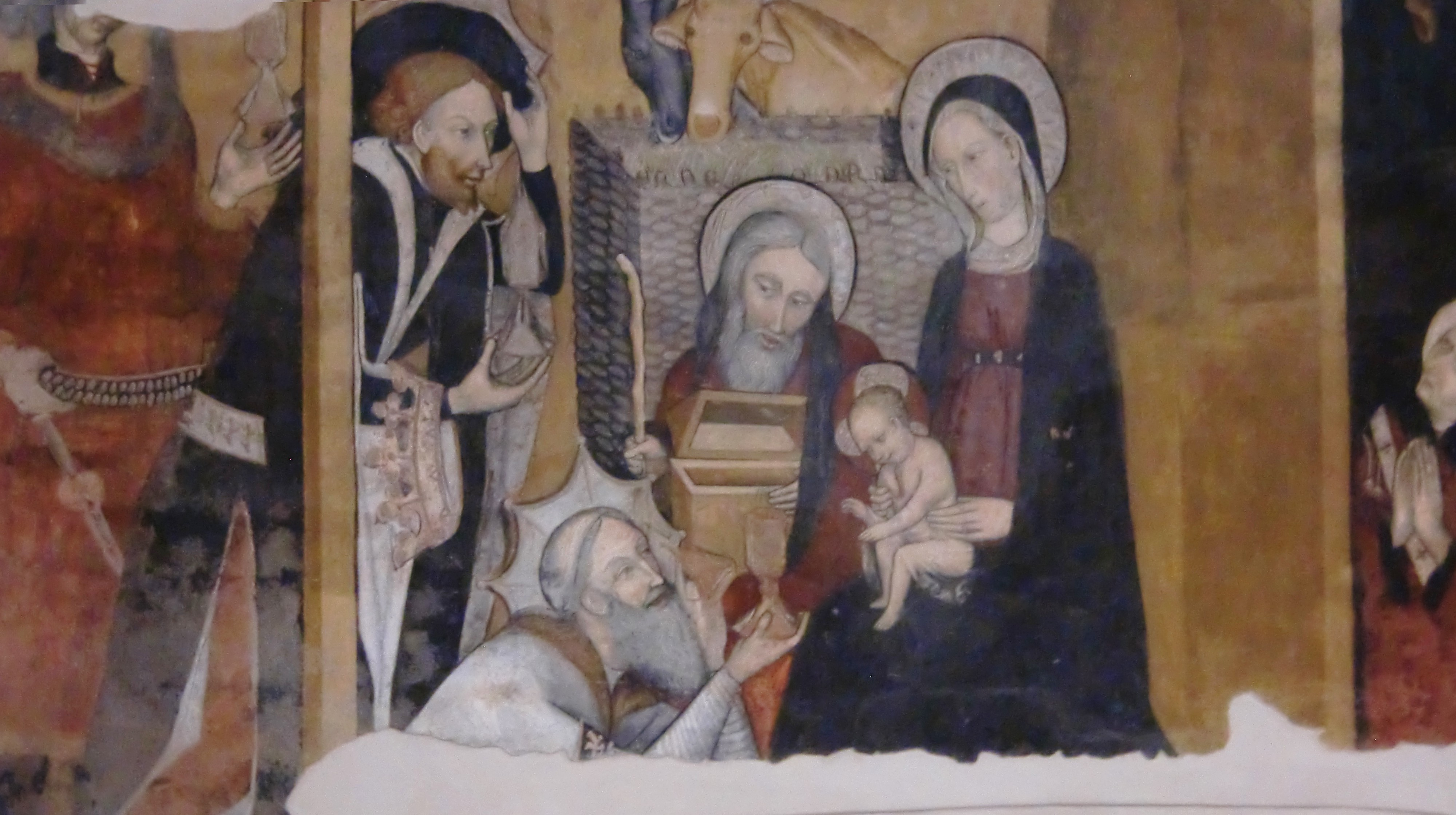
Aimone Duce, Adorazione dei Magi, Cappella di Santa Maria della Stella, Macello
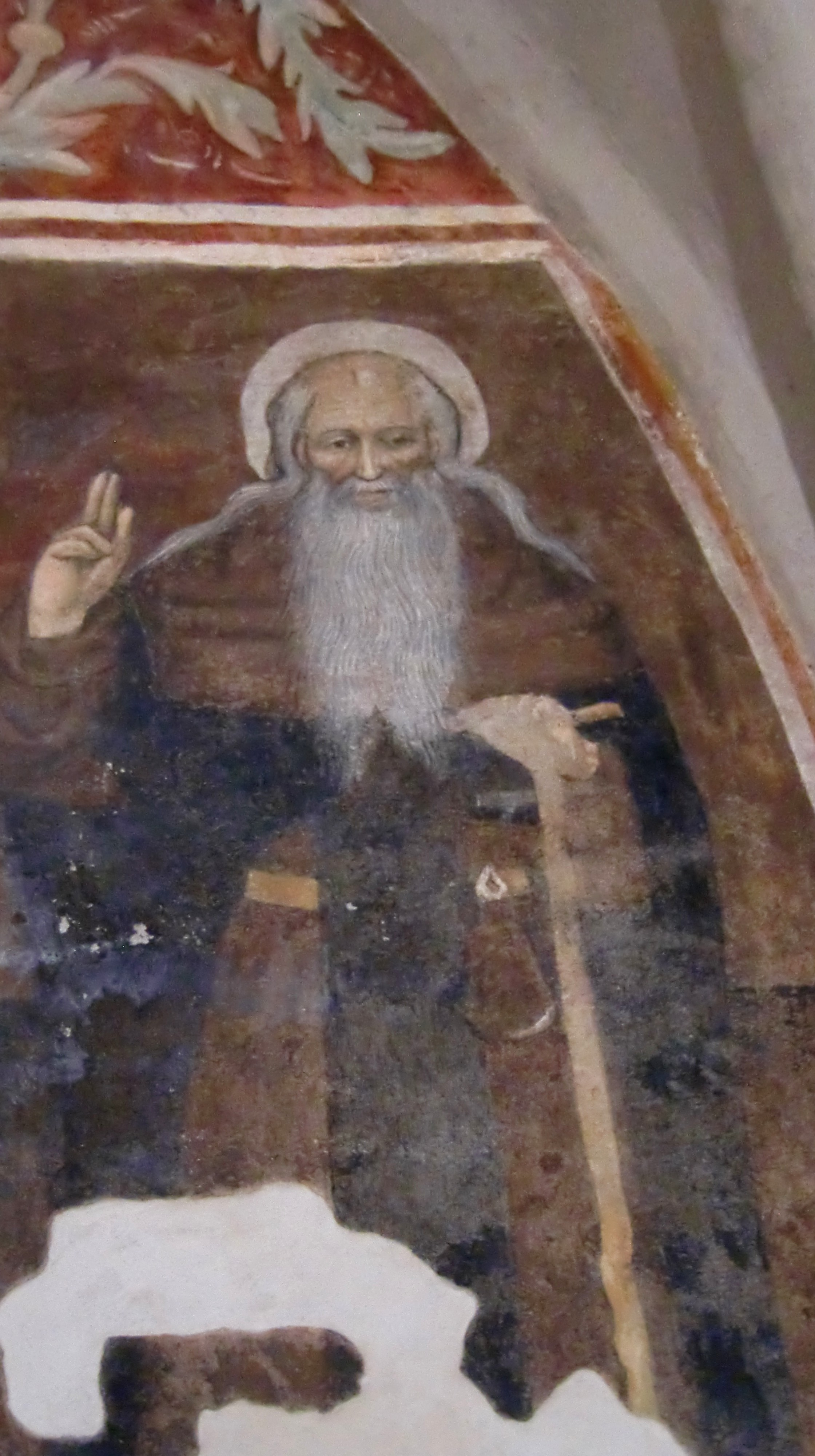
Aimone Duce, Sant'Antonio abate, Cappella di Santa Maria della Stella, Macello
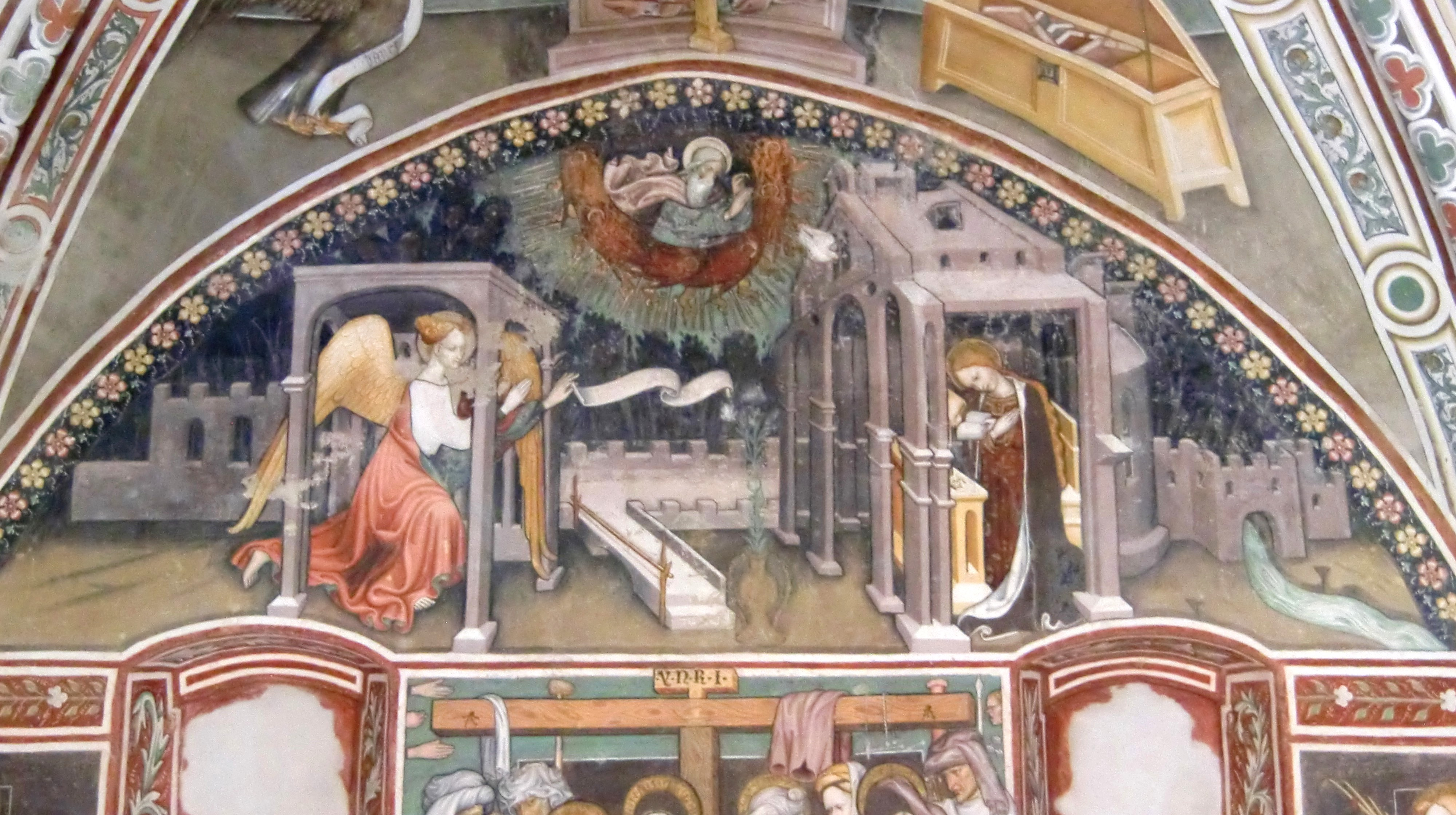
Aimone Duce, Annunciazione, Cappella di Missione, Villafranca Piemonte
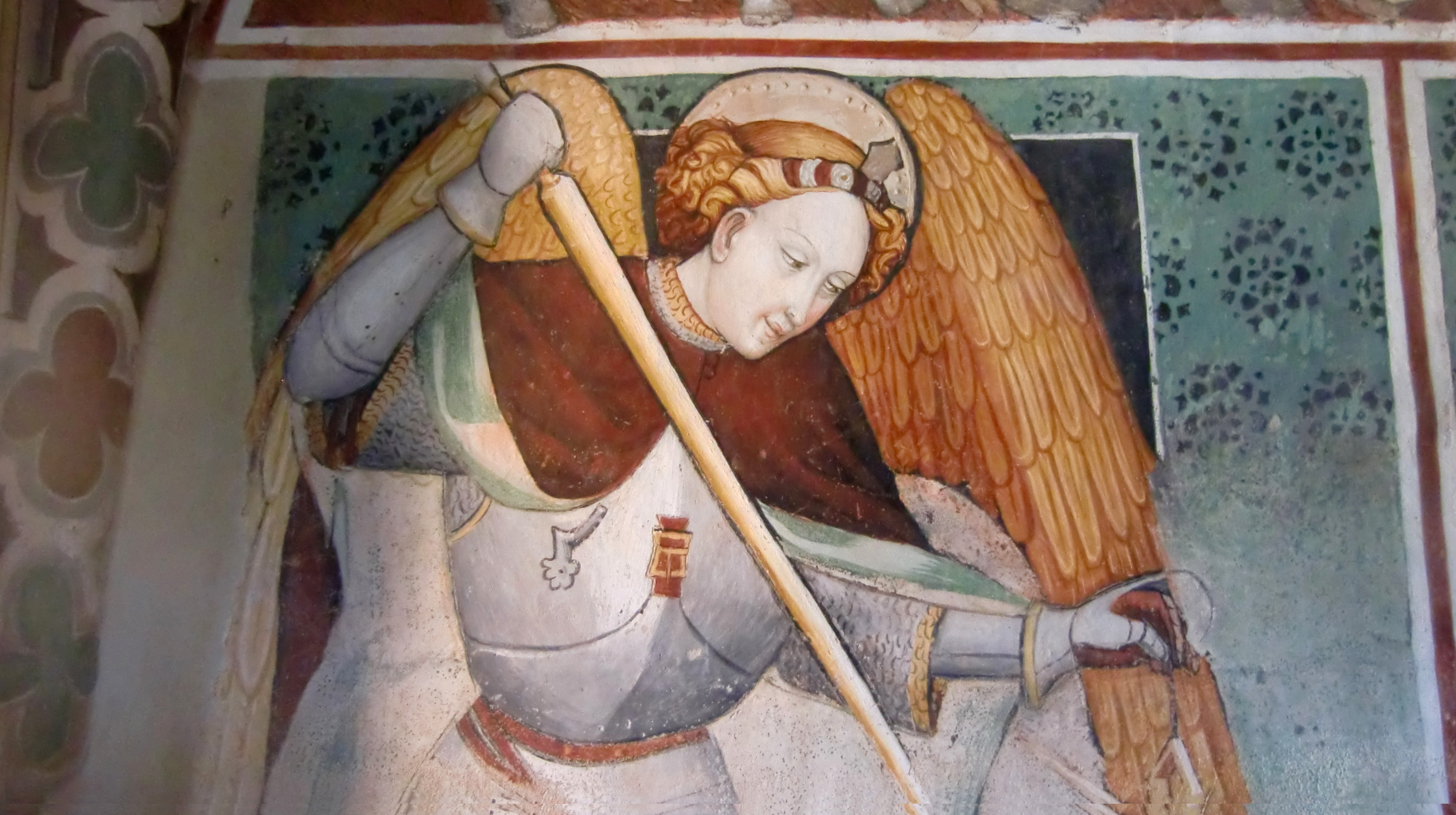
Aimone Duce, San Michele Arcangelo, Cappella di Missione, Villafranca Piemonte
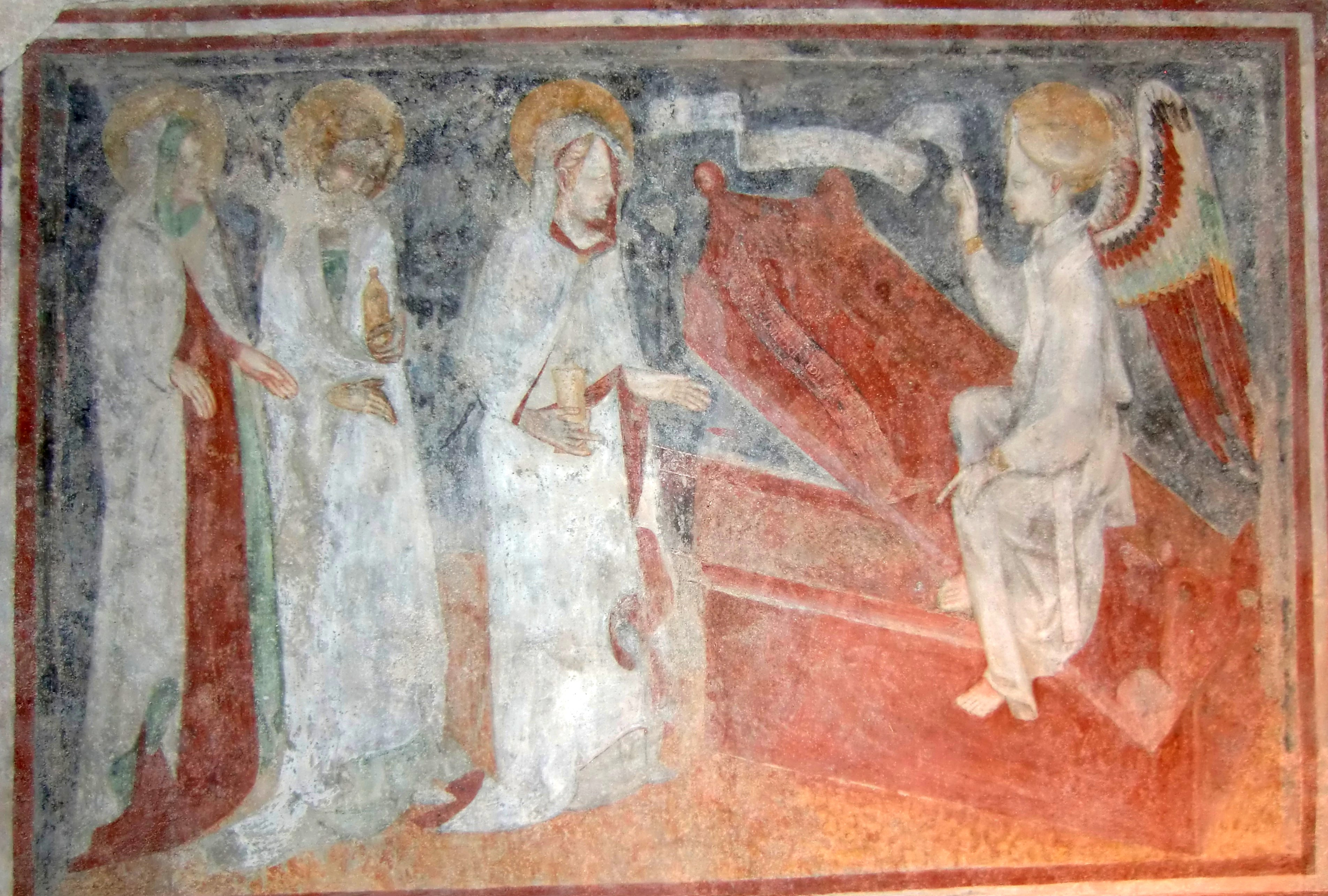
Aimone Duce (?). Le tre Marie al sepolcro, Pieve di San Lorenzo, Settimo Vittone